# 鰓蓋副獅子魚
鰓蓋副獅子鱼，为輻鰭魚綱鮋形目杜父魚亞目狮子鱼科的其中一種。分布於南冰洋凱爾蓋朗群島海域，屬深海底棲性魚類，棲息在水深380至1010公尺的海域，體長可達13公分，生活習性不明。